# Муженко Віктор Миколайович
Ві́ктор Микола́йович Муже́нко (нар. 10 жовтня 1961, село Виступовичі, Овруцький район, Житомирська область, Українська РСР) — український військовик, генерал армії України. Кандидат військових наук. Начальник Генерального штабу ЗСУ — Головнокомандувач Збройних сил України (3 липня 2014 — 21 травня 2019). Член РНБО (2014—2019).
Перший заступник керівника Антитерористичного центру при Службі безпеки України (з 20 травня 2014).

## Життєпис

### Навчання
У 1983 році закінчив Ленінградське вище загальновійськове командне училище.

### Кар'єра (1983―2014)
У 1983–1992 проходив військову службу в Закавказькому військовому окрузі та групі радянських військ у Німеччині на посадах командира мотострілецького взводу (1983), роти (1984), батальйону (1986).
З 1992 року був офіцером, старшим офіцером (1993) відділу бойової підготовки танкової армії Прикарпатського військового округу.
У 1996 році, після закінчення військової академії Збройних сил України, був направлений на посаду начальника штабу — заступника командира полку танкової армії Прикарпатського військового округу.
З 1997 року проходив службу на посадах командира танкового полку, командира механізованого полку, начальника штабу — першого заступника командира танкової дивізії Північного оперативного командування в Збройних силах України.
З жовтня 2003 по квітень 2004 року виконував миротворчу місію в Республіці Ірак на посаді начальника штабу — першого заступника командира 5-ї окремої механізованої бригади.
У 2005 році закінчив оперативно-стратегічний факультет Національної академії оборони України.
Після закінчення Академії в листопаді 2005 року призначений на посаду начальника штабу — першого заступника командира 8 армійського корпусу.
21 серпня 2007 року присвоєно військове звання генерал-майора.
Наказом Міністра оборони України № 332 від 23 квітня 2010 року генерал-майор Муженко Віктор Миколайович призначений на посаду командира 8-го ордена армійського корпусу.
24 серпня 2012 року присвоєно військове звання генерал-лейтенанта.
Депутат Житомирської обласної ради від Партії регіонів (вийшов з неї у лютому 2014).
Наказом Міністра оборони України (по особовому складу) від 10 травня 2012 року № 358 призначений на посаду заступника начальника Генерального штабу Збройних Сил України.

### Російсько-українська війна

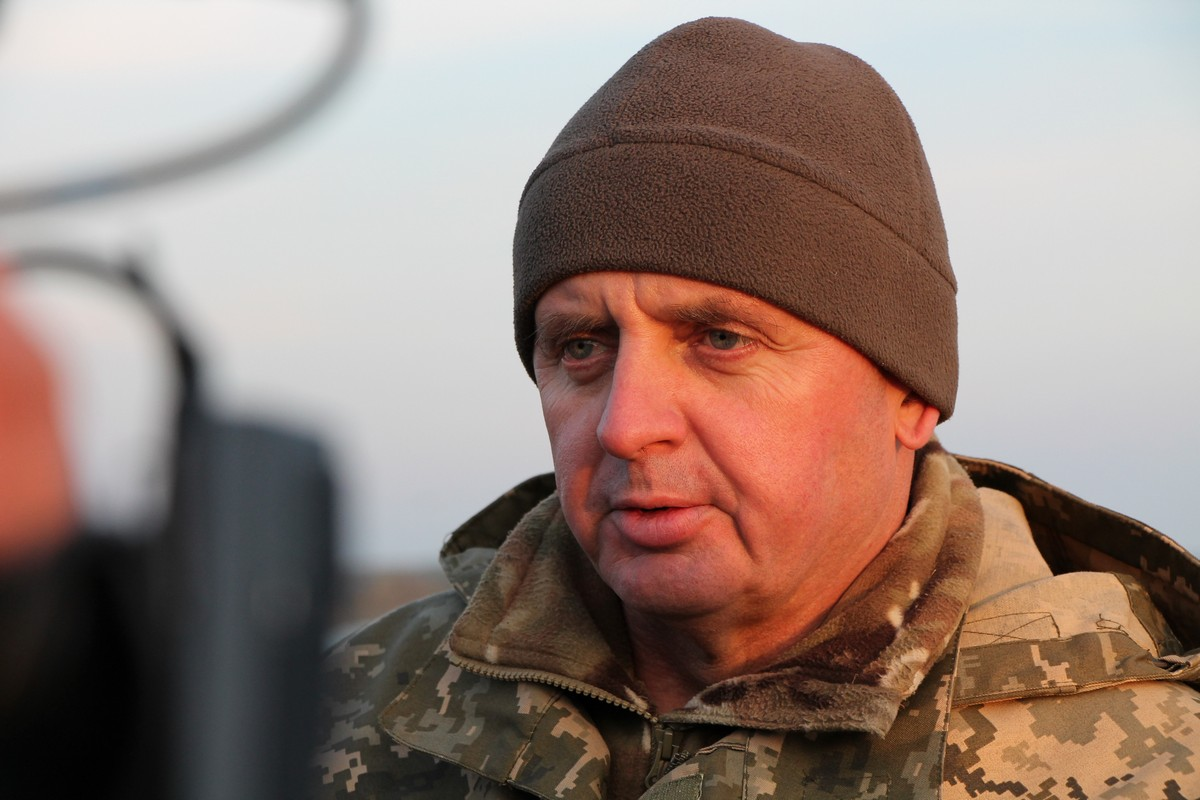
Віктор Муженко на військових навчаннях під Херсоном, жовтень 2016

У травні 2014 року указом виконувача обов'язків Президента України Олександра Турчинова призначений першим заступником керівника Антитерористичного центру при СБУ.
13 червня Юрій Луценко повідомив, що у бою 12 червня під Сніжним Віктор Муженко геройськи проявив себе, особисто очоливши атаку. За його словами, це додало впевненості військам, а супротивник зазнав втрат.
3 липня 2014 року призначений Начальником Генерального штабу — Головнокомандувачем Збройних Сил України, змінивши на посаді Михайла Куцина. На думку Юрія Бутусова, з 20 травня 2014, коли Муженко був призначений заступником керівника Антитерористичного центру при СБУ і до призначення Начальником Генштабу, Муженко був фактичним керівником АТО.
29 липня Юрій Бутусов написав, що Муженко особисто повів на прорив ударне угруповання військ у Секторі Д.
23 серпня 2014 року присвоєно військове звання генерал-полковника.
12 вересня 2014 року був позбавлений статусу командувача Антитерористичною операцією у зв'язку з подіями навколо Іловайська. Обов'язки командувача військами АТО були передані першому заступнику начальника Генштабу Геннадію Воробйову.
14 жовтня 2015 року присвоєно військове звання генерала армії України.

### Звільнення з Генштабу
21 травня 2019 року був звільнений з посади Начальника Генерального штабу ЗСУ указом Володимира Зеленського. Його наступником став генерал-лейтенант Руслан Хомчак.
2 вересня 2019 року Президент України Володимир Зеленський указом №645/2019 звільнив Віктора Муженка з військової служби у зв'язку з проведенням організаційних заходів з правом носіння військової форми одягу.

### Подальша кар'єра
В інтерв'ю виданням Факти та коментарі та BBC News, які вийшли друком на початку березня та травня 2021 року відповідно Віктор Муженко зазначав, що на той момент він працював в Центрі воєнно-стратегічних досліджень Національного університету оборони та науково-дослідному інституті ЗСУ.
З 24 лютого по другу половину квітня 2022 року працював на пункті управління Генштабу. 24 лютого 2022 року головнокомандувач ЗСУ Валерій Залужний оприлюднив фото, де він разом з Віктором Муженком працює над картами в Генштабі.
За інформацією видавництва Факти та коментарі, станом на 15 березня 2023 року - провідний науковий співробітник науково-дослідного інституту ЗСУ.

## Цитати
- 29 січня 2015 року, під час запеклих боїв та втрат в районі м. Дебальцеве, Віктор Муженко заявив:[26][27]

| На сьогоднішній день ми маємо тільки факти участі окремих військовослужбовців Збройних сил РФ, громадян РФ в складі незаконних збройних формувань у бойових діях. Бойових дій з підрозділами регулярної російської армії на сьогоднішній день ми теж не ведемо. У нас достатньо сил та засобів для того, щоб нанести остаточне навіть ураження незаконним збройним формуванням. |
| — Віктор Муженко, 29 січня 2015. |

- 17 квітня 2015 року Віктор Муженко зробив заяву, що станом на січень ще не було задокументованих доказів прямих зіткнень з військовими частинами Росії, проте у лютому регулярні підрозділи Збройних сил РФ брали безпосередню участь у боях під Дебальцевим, Чорнухиним та Логвиновим:[28][29][30][31]

| Зараз я вже можу говорити про те, що в цих боях українська армія завдала важких втрат саме російській армії, і зірвала її агресивні плани подальшого наступу. |
| — Віктор Муженко, 17 квітня 2015. |

## Родина
Одружений, має сина та доньку.

## Нагороди та відзнаки
- Орден Богдана Хмельницького III ст. (4 липня 2016) — за особисту мужність і високий професіоналізм, виявлені у захисті державного суверенітету та територіальної цілісності України, вірність військовій присязі[32][33]
- Орден Данила Галицького (27 травня 2004) — за мужність і самовідданість, виявлені під час виконання військового обов'язку, вагомий внесок у підтримання миру і стабільності у різних регіонах світу[34]
- Медаль «За бездоганну службу» III ст. (14 вересня 2001) — за вагомий особистий внесок у забезпечення обороноздатності України, високий професіоналізм та з нагоди 60-річчя від дня створення 30 гвардійської танкової дивізії 8 армійського корпусу Північного оперативного командування[35]
- Медаль «Захиснику Вітчизни»
- Відзнаки Міністерства оборони України — «Ветеран військової служби», медалі «10 років Збройним Силам України», «15 років Збройним Силам України», пам'ятний нагрудний знак «Воїн-миротворець».

## Оцінки та критика
Окремі журналісти та політики звинувачували Муженка у невдачах українського війська на початковому етапі російсько-української війни..
В інтерв'ю виданню Факти та коментарі 18 квітня 2021 року Філіп Брідлав відзначив внесок Віктора Муженка у реформування ЗСУ: "Безумовно, я згоден з тим, що українська армія зразка 2021 року разюче відрізняється від того, що я бачив навесні 2014-го (я тоді неодноразово бував в Україні). Вважаю, що в цьому найбільша заслуга командування ЗСУ, в тому числі і мого друга генерала Віктора Муженка."
24 лютого 2022 року головнокомандувач ЗСУ Валерій Залужний подякував екс-голові Генштабу Віктору Муженку за участь в обороні України: "Вдячний за підтримку і безцінний досвід своєму попереднику генералу Армії Віктор Муженко"

### Кримінальне переслідування в Росії
10 вересня 2015 року Слідчий комітет Російської Федерації порушив кримінальну справу стосовно начальника Генерального штабу Збройних сил України Віктора Муженка за підозрою в застосуванні заборонених засобів і методів ведення війни і геноциді (ч.1 ст.356, ст.357 Кримінального кодексу РФ). Згідно з повідомленням прес-служби комітету, в період з 31 травня по 1 вересня 2014 невстановлені особи з числа військовослужбовців Збройних сил України та Національної гвардії України, виконуючи накази Муженка, здійснили прицільні артилерійські обстріли з важких видів озброєння (калібру не менше 122 мм) об'єктів цивільної інфраструктури, які не є військовими цілями в населених пунктах самопроголошеної «Донецької народної республіки». Слідчий комітет Росії стверджує, що в результаті артилерійських обстрілів загинуло 45 осіб, отримали поранення більше 160 осіб, зруйновано або частково знищено не менше 163 об'єктів, у тому числі житлові будинки, будівля суду і підстанція шахти.

## В культурі
Режисер Ахтем Сеїтаблаєв в інтерв'ю виданню Новинарня відзначив допомогу Генерального штабу і Віктора Муженка в створенні фільму «Кіборги»[значущість факту?].

### Інтерв'ю
- Олександр Баюш, Генерал-лейтенант Муженко: «Військова служба це моє життя, це моя професія…» // УНІАН, 3 серпня 2014
- Анастасія Береза, Начальник Генштаба: Активная фаза АТО будет завершена в недалеком будущем // Nv.ua, 4 серпня 2014
- Оксана Коваленко, Віктор Муженко: Росіяни в Іловайську розстріляли і своїх військових разом з нашими // Українська правда, 21 серпня 2015
- Александр Шульман, В Украину зашло подразделение ВС РФ, которое имеет на технике ромб и цифры 29, — Виктор Муженко // focus.ua, 7 грудня 2015
- Михайло Дмитрук, Віктор Муженко, начальник Генерального штабу ЗС України. Наша армія — вона справжня, не бутафорська // Укрінформ, 5 грудня 2016
- Олександр Клименко, Віктор МУЖЕНКО: «Чи можемо ми визволити Донбас? Можемо…» // Голос України, 6 грудня 2016
- Валерия Кондратова, Российские учения Запад-2017 носят наступательный характер(рос.) // Ліга.нет, 2017
- Валентин Торба, Армія. Війна. Екзамен // День, 9 березня 2017
- Ярослав Довгопол, Віктор Муженко, начальник Генштабу — Головнокомандувач ЗСУ. Перелік летальної зброї зі США погоджено — чекаємо політичного рішення // Укрінформ, 23 жовтня 2017
- Ірина Штогрін, «Ми повинні бути готовими до широкомасштабної агресії Росії» — Віктор Муженко // Радіо Свобода, 23 лютого 2018
- Дмитро Шкурко, Віктор Муженко, генерал армії, начальник Генерального штабу ЗСУ. При загостренні ситуації бойові частини готові поповнити 100 тисяч резервістів // Укрінформ, 24 квітня 2018
- Оксана Тороп, В'ячеслав Шрамович, Муженко: ми готуємося до відбиття повномасштабної агресії // BBC News Україна, 16 серпня 2018
- Ольга Бесперстова, Виктор Муженко: «Можно разгромить любую армию, но покорить народ нельзя»(рос.) // Факты, 19 квітня 2019
- У Генштабі розроблено плани звільнення Донбасу на різні випадки ескалації, — Віктор Муженко // UATV, 13 червня 2019
- Віталій Червоненко, Муженко про Зеленського: для нього загроза від РФ відходить на другий план // BBC News Україна, 15 червня 2019
- Ірина Штогрін, Генерал Муженко про вихід із Іловайська, останні дні оборони Донецького аеропорту і теперішні загрози для України // Радіо Свобода, 23 серпня 2019
- Антон Голобородько, Про трагедію під Іловайськом, підступність Росії та перші успішні операції: інтерв'ю Муженка // 24 Канал, 14 жовтня 2019
- Ольга Бесперстова, Виктор Муженко: «Никто не представляет до конца, как все было в 2014 году»(рос.) // Факты, 2 березня 2021
- Ольга Бесперстова, Виктор Муженко: «Российские военные на учениях отработали взятие под контроль Украины»(рос.) // Факты, 4 березня 2021

Відео:
- Віктор Муженко (начальник генштабу) — інтерв'ю // 5 канал, 15 жовтня 2016